# Saison 1976 de l'ATP

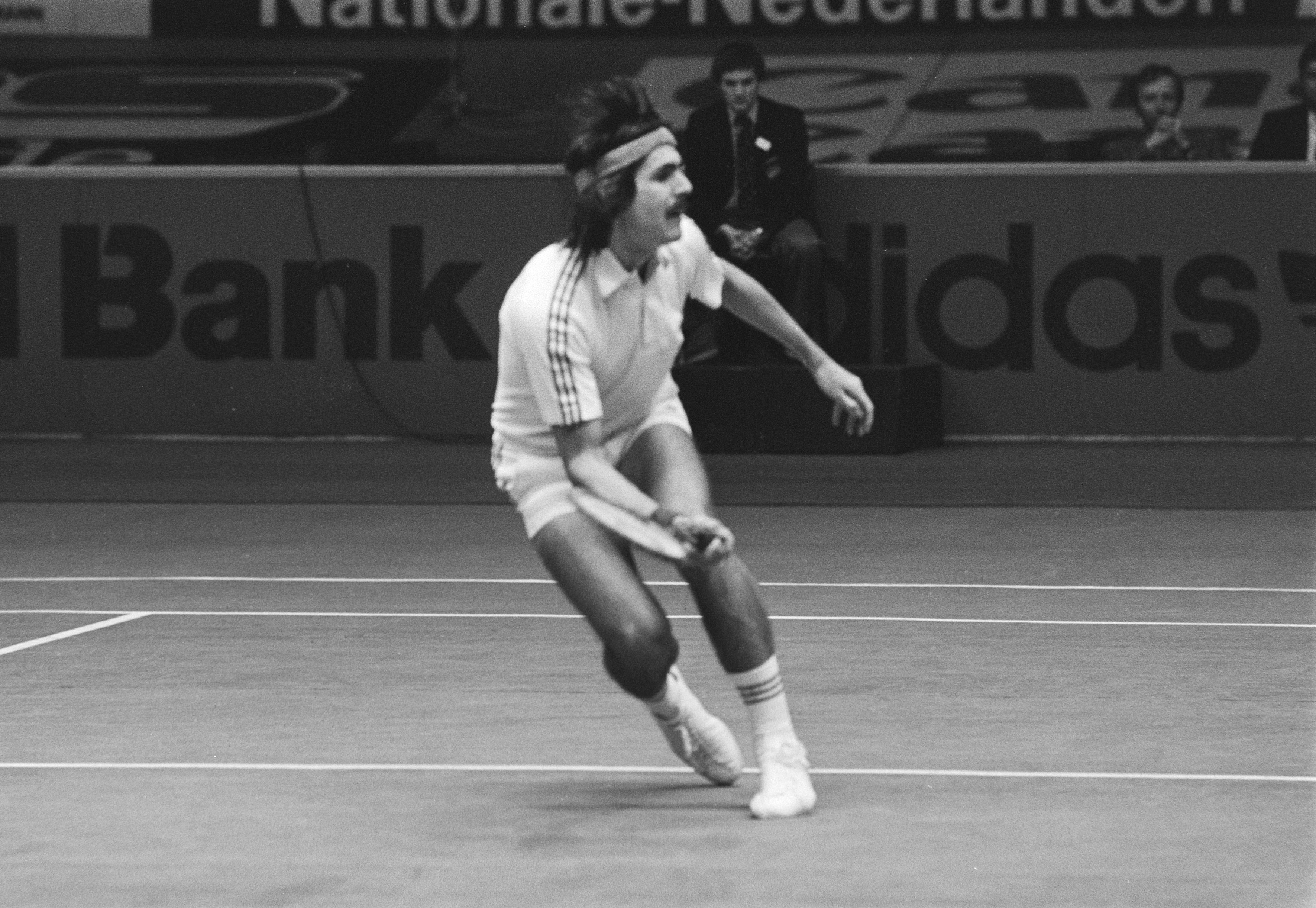
Jimmy Connors, classé numéro 1 par l'ATP en 1976.

Résultats des principaux tournois de tennis organisés par l'ATP en 1976. 

## Résultats
| Date  | Tournoi         | Tournoi | Dotation  | Surface      | Vainqueur       | Vainqueur | Finaliste      | Finaliste | Score                   | Tableau |
| ----- | --------------- | ------- | --------- | ------------ | --------------- | --------- | -------------- | --------- | ----------------------- | ------- |
| 26/12 | Australian Open |         | $ 75 000  | Herbe        | Mark Edmondson  |           | John Newcombe  |           | 6-7, 6-3, 7-6, 6-1      | Tableau |
| 31/05 | Roland-Garros   |         | $ 204 000 | Terre battue | Adriano Panatta |           | Harold Solomon |           | 6-1, 6-4, 4-6, 7-6      | Tableau |
| 21/06 | Wimbledon       |         | $ 160 000 | Herbe        | Björn Borg      |           | Ilie Năstase   |           | 6-4, 6-2, 9-7           | Tableau |
| 01/09 | US Open         |         | $ 217 000 | Terre Battue | Jimmy Connors   |           | Björn Borg     |           | 6-4, 3-6, 7-6, 6-4      | Tableau |
| 05/12 | Masters         |         | $ 130 000 | Synthétique  | Manuel Orantes  |           | Wojtek Fibak   |           | 5-7, 6-2, 0-6, 7-6, 6-1 | Tableau |

## Classement final ATP 1976
| N° | Joueur           | Pays | Evolution     |
| -- | ---------------- | ---- | ------------- |
| 1  | Jimmy Connors    |      | en stagnation |
| 2  | Björn Borg       |      | +1            |
| 3  | Ilie Năstase     |      | +1            |
| 4  | Manuel Orantes   |      | +1            |
| 5  | Raúl Ramírez     |      | +8            |
| 6  | Guillermo Vilas  |      | −4            |
| 7  | Adriano Panatta  |      | +7            |
| 8  | Harold Solomon   |      | +9            |
| 9  | Eddie Dibbs      |      | +9            |
| 10 | Brian Gottfried  |      | +13           |
| 11 | Roscoe Tanner    |      | −2            |
| 12 | Arthur Ashe      |      | −8            |
| 13 | Ken Rosewall     |      | −7            |
| 14 | Wojtek Fibak     |      | +44           |
| 15 | Dick Stockton    |      | +15           |
| 16 | Stan Smith       |      | +5            |
| 17 | Mark Cox         |      | +5            |
| 18 | Vitas Gerulaitis |      | −3            |
| 19 | Jan Kodeš        |      | en stagnation |
| 20 | Robert Lutz      |      | +2            |